# إدوارد ليتل (لاعب اتحاد الرغبي)
إدوارد ليتل (بالإنجليزية: Edward Little)‏ هو لاعب اتحاد الرغبي جنوب أفريقي، ولد في 4 نوفمبر 1864 في ميدلوثيان في المملكة المتحدة، وتوفي في 1 يوليو 1945.

## وصلات خارجية
- إدوارد ليتل عل موقع إسبنسكروم (الإنجليزية)